# Асен Траянов (режисьор)
Асен Крумов Траянов е български телевизионен и театрален режисьор, сценарист и преводач.

## Биография
Роден е в София. Племенник е на големия български поет Теодор Траянов. Завършва театрална режисура във ВИТИЗ (днес НАТФИЗ „Кръстъо Сарафов“) под ръководството на Боян Дановски.
Като режисьор съдбата му е дълбоко свързана с Българската телевизия, в която той работи почти три десетилетия до смъртта си през 1987 г. В последните години от живота си е неин главен режисьор. През 2003 г. БНТ излъчва документален филм за него с режисьор Станимир Трифонов.

## Творчество
В зората на Българската телевизия се работи на живо. Постановките се играят само веднъж - пред камерата. Така се снимат и новините и всички предавания. В тази обстановка се калява талантът на Асен Траянов. През 1968 г. той е режисьор на ІХ световен младежки фестивал в София. Създава новогодишни програми на Българската телевизия, режисира няколко издания на естрадния фестивал „Златният Орфей“, както и многобройни предавания.
Главният му принос в историята на българската телевизия обаче е в Телевизионния театър.
Асен Траянов е режисьор на телевизионни постановки като „Стъклената менажерия“ от Тенеси Уилямс, „Лисичета“ от Лилиан Хелман, „Делото“ от А. В. Сухово-Кобилин, сърежисьор е с Гриша Островски на „Човекът от Ла Манча“ (мюзикъл от Дейл Васерман, Дж. Дарион и Мич Лий
с Коста Цонев  и Никола Анастасов в ролите на Дон Кихот и Санчо Панса), „Егмонт“ от Гьоте (със Стефан Данаилов), „Ернани“ от Виктор Юго (с Марин Янев), „Арсеник и стари дантели“  от Джоузеф Кесълринг (с Йосиф Сърчаджиев, с когото работи често ), „Чаша вода“ от Йожен Скриб (с Коста Цонев и актрисите Петя Силянова, Ваня Цветкова, Мая Бабурска) и много други.
През 1977 г. излиза неговият превод от руски на български на „Владетелят на света“ от Александър Беляев . Той екранизира произведението в три серии, като ролята на злодея Щирнер се изпълнява от Венелин Пехливанов. Незабравими остават режисираните от Траянов по негови собствени сценарии приказки на Педя човек - лакът брада , излъчвани под рубриката „Лека нощ, деца“.
Асен Траянов реализира също филми и телевизионни постановки по български автори. Добре позната е „Вестникар ли?“  от Иван Вазов. Изключително успешни са трилогиите с автор Пелин Пелинов „Освобождението“, „Съединението“, „Процесът Стамболийски“  (в ролята на Александър Стамболийски е Васил Михайлов). Последната му работа в ТВ театър също е по Пелин Пелинов: „Мортагон“ (за създаването и поставянето на пиесата „Господин Мортагон“ от Иван Вазов и Константин Величков, като Вазов и Величков се играят от Радко Дишлиев, често играл в постановки на Траянов , и Кирил Варийски). Сценарист е на телевизионния филм „Омагьосаният замък“ с режисьор Павел Павлов.
Като преподавател в Дворец на пионерите той подготвя режисьори като Иванка Гръбчева и Пламен Масларов, както и множество актьори. Работи като преподавател по телевизионна режисура и във ВИТИЗ „Кръстьо Сарафов“.
Асен Траянов е носител на държавни отличия, национални и международни награди.

## Телевизионен театър
Постановки за рубриката „Телевизионен театър“ на Българска телевизия (непълни данни)
Като режисьор
- „Сказание за хан Аспарух, княз Слав и жреца Терес“ (1988) (от Антон Дончев)
- „Грабеж“ (1987) (от Г. Горин)
- „Представянето на комедията „Г-н Мортагон“ по Иван Вазов и Константин Величков в Пловдивския театър „Люксембург“ (1987) (от Пелин Пелинов)
- „Прах в очите“ (1985) (от Йожен Лабиш)
- „Съединението“ (1985) (от Пелин Пелинов)
- „Чаша вода или причините и следствията“ (1985) (от Йожен Скриб)
- „Владетелят на света“ (1985) (от Александър Беляев), 3 части
- „Егмонт“ (1984) (от Йохан Волфганг фон Гьоте)
- „Процесът Стамболийски“ (1984) (от Пелин Пелинов)
- „С вкус на горена захар“ (1984) (от Божидара Цекова, сц. Роксена Кирчева)
- „Чичовци“ (1984)
- „Чуждото дете“ (1984) (от В. Шкваркин)
- „Вестникар ли?“ (1982)[12] (от Иван Вазов)
- „Арсеник и стара дантела“ (1979) (от Джоузеф Кесълринг)
- „Лисичета“ (1975) (от Лилиан Хелман)
- „Стъклената менажерия“ (от Тенеси Уилямс)
- „Делото“ (от А. В. Сухово-Кобилин)
- „Инспекторът дойде“ (от Джон Пристли)
- „Един миг над пропастта“ (от Николай Мирошниченко)
- „Свои хора сме, ще се разберем“ (от Алексей Островски)
- „Ернани“ (от Виктор Юго)
- „Идеалният мъж“ (от Оскар Уайлд)
- „Балдуин Фландърски“ (от Радко Радков)
- „Човекът от Ла Манча“ (1968)

(сърежисьор с Гриша Островски)
Като сценарист и художествен ръководител
- „Чуждата жена и мъжът под кревата“ (по едноименния разказ на Фьодор Достоевски, реж. Мирослав Стоянов)

## Филмография
Телевизионни филми и минисериали
- Жена премина кръстопътя (телевизионен филм)
- Владетелят на света (по Александър Беляев) (юношески минисериал)
- Аберацио „Иктус“ (минисериал, излъчен като начало на съботната рубрика за криминални филми „Студио Х“)
- Освобождението (от Пелин Пелинов) (минисериал)
- Слово за Търновград (от Радко Радков)
- Авантюрите на Виктор (1975), 5 серии
- В полунощ (1970) (новела)
- Два пъти ура за ваканцията (1977) (3 новели)

Като сценарист
- Омагьосаният замък (1990)

## Телевизионни предавания
Като сценарист и режисьор
- Педя човек – лакът брада (дългогодишна поредица драматизирани приказки с известни актьори, излъчени в рубриката „Лека нощ, деца“ по Българската телевизия около 1980 г.)